# Rockmuseum Munich

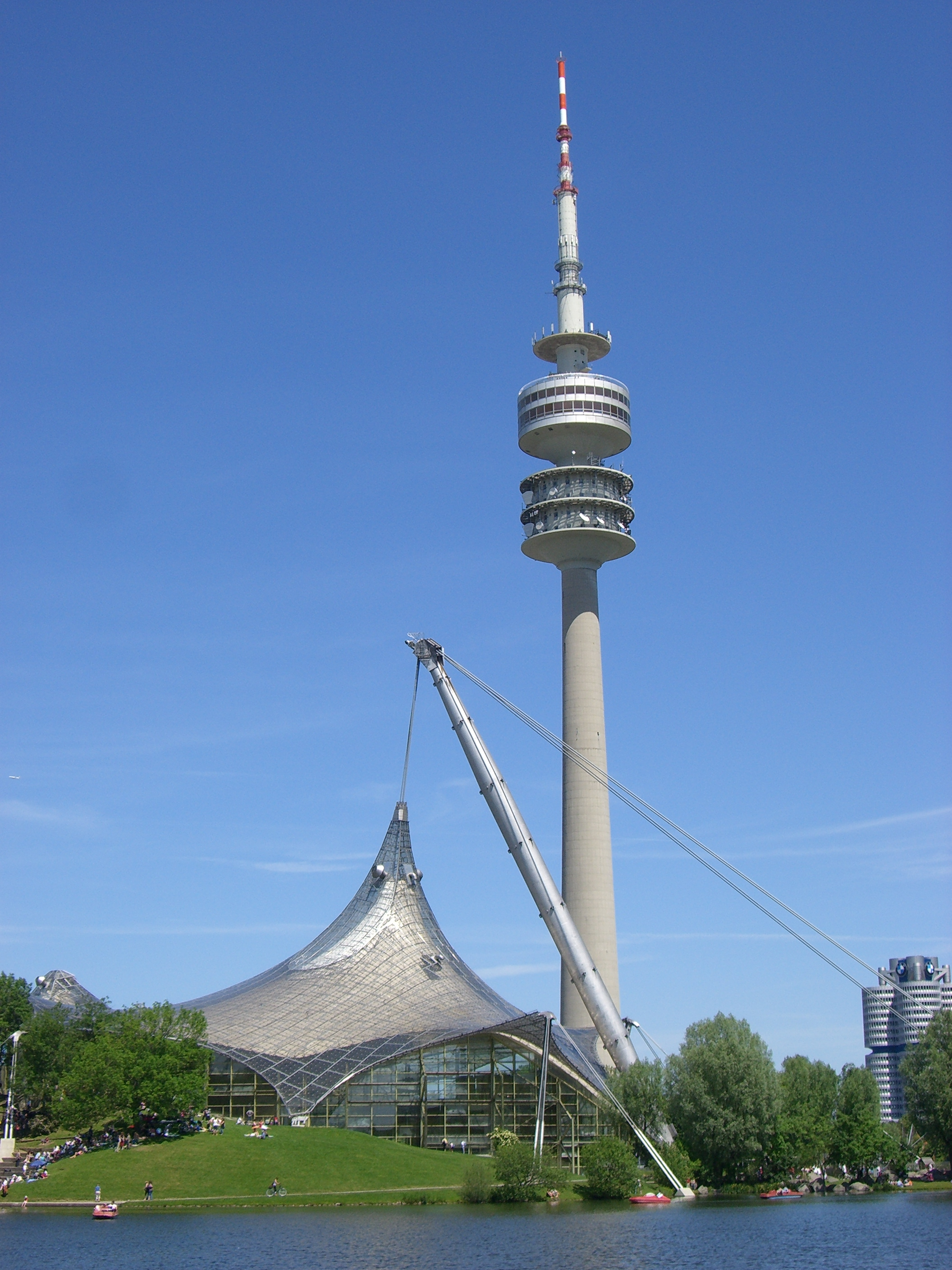
Olympiaturm

Das Rockmuseum Munich war ein von 2004 bis 2021 privat betriebenes Musikmuseum auf der Besucherplattform des Olympiaturms in München.
Es bezeichnete sich selbst als „höchstes Rockmuseum der Welt“. Zu den Exponaten gehörten Fotos, Tickets, Musikinstrumente, Poster und Bühnenbekleidungen, u. a. von Jim Morrison, Freddie Mercury, Pink Floyd und den Rolling Stones, sowie eine voll funktionsfähige Jukebox aus den 1960er-Jahren mit einsehbarer Greif- und Abspielautomatik. Allerdings konnte auf der kleinen Ausstellungsfläche nur etwa zwei Prozent der vorhandenen Sammlung gezeigt werden.
Zusätzlich zur 2004 eröffneten Dauerausstellung wurden Veranstaltungen wie Konzerte, Sonderausstellungen (z. B. in der Olympia-Eissporthalle) oder die Teilnahme am Krimifestival organisiert. Gründer und Leiter des Museums waren Herbert Hauke und Arno Frank Eser.
Das Museum schloss zum Ende des Jahres 2021.